# Mantidactylus majori
A Mantidactylus majori  a kétéltűek (Amphibia) osztályába és  a békák (Anura) rendjébe, az aranybékafélék (Mantellidae) családjába tartozó faj.

## Előfordulása
Madagaszkár endemikus faja. A sziget keleti részén, 1400 m-es tengerszint feletti magasságban honos. Elterjedési területe két különálló részre osztható, ezért lehetséges, hogy az északabbra található egyedek még le nem írt fajhoz tartoznak.

## Nevének eredete
Nevét Charles Immanuel Forsyth Major svájci zoológus és paleontológus tiszteletére kapta.

## Megjelenése

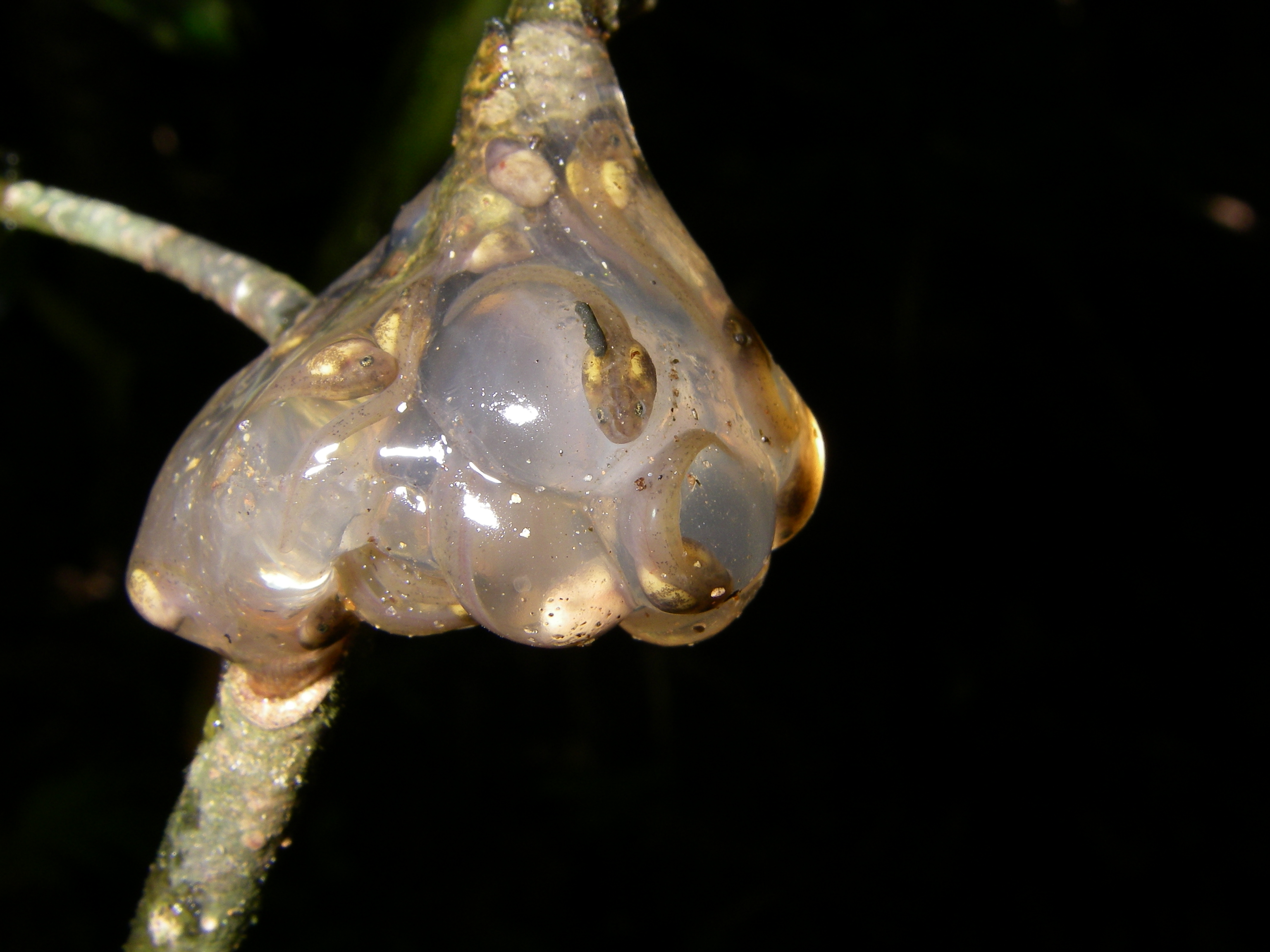
A Mantidactylus majori petéi

Közepes méretű Mantidactylus faj. A kifejlett példányok mérete 41–47 mm. Feje jellegzetesen csúcsos. Mellső lába úszóhártya nélküli, a hátsón kifejlett  úszóhártyák találhatók. Háti bőre sima vagy enyhén szemcsézett. Színe egyenletesen barna, oldalán fehér csík húzódik. Hasi oldala egységesen fehéres. A hímeknek combmirigyük és enyhén nyújtható egyszeres hanghólyagjuk van.
Délkelet-Madagaszkáron gyakorta megfigyelhető faj, általában az esőerdőkben, vízfolyásokban figyelhető meg. Az egyedek gyakran napközben is láthatók a vízben. Általában 15 petéből álló petecsomóit víz fölé hajló növényekre rakja. A petéket a hím őrzi, aki éjszaka a petéken ül.

## Természetvédelmi helyzete
A vörös lista a nem fenyegetett fajok között tartja nyilván. Elterjedési területe nagy, populációja vélhetően nagy méretű.  Bár több védett területen is előfordul, erdei élőhelyét fenyegeti a mezőgazdaság, a fakitermelés, a szénégetés, az invazív eukaliptuszfajok terjedése, a legeltetés és a lakott területek növekedése.